# Чипсеты Intel 800 серии
Чипсеты, производимые компанией Intel для поддержки материнскими платами процессоров собственного производства. В данных чипсетах Intel впервые реализовала «хабовую архитектуру» с использованием северного (концентратор контроллера памяти англ. Memory Controller Hub — МСН; системы с интегрированной графикой вместо стандартного МСН используют концентратор контроллера графической памяти англ. Graphics Memory Controller Hub — GMCH) и южного моста (концентратор контроллера ввода-вывода англ. I/O Controller Hub — ICH).
Системы с интегрированной графикой реализовали последовательно инновации Intel в развитии видеопроцессоров Intel Graphics Technology, Intel Extreme Graphics и Intel Extreme Graphics 2 которые в 900-й серии получили новую реализацию, Intel Graphics Media Accelerator.
Эволюционно серию сменили чипсеты Intel для процессоров P6.
В свою очередь, были сменены чипсетами 900 серии.

## Чипсеты поколения P6
В состав серии вошли:
- i810 Whitney
- i815 Solano
- i820: Camino
- i830P: Almador (Мобильный вариант i815P), i830G
- i840: Carmel

Практически все чипсеты серии рассчитаны на поддержку однопроцессорной конфигурации, многие имеют версию с интегрированным графическим процессором — GMCH (от англ. Chipset Graphics and Memory Controller Hub)

### i810: Whitney
- Встроенная графика i752
- Поддерживает ОЗУ объёмом до 512 МБ (тип памяти SDRAM PC100)
- Поддержка шин: ISA, PCI, AMR, USB версии 1.1

Состоит из:
- 82810 System and Graphics Controller или
- 82810 DC-100 System and Graphics Controller

Модификации:
- i810L
- i810M
- i810E и i810E2: 82810E DC-133 System and Graphics Controller

Есть две версии GMCH (так называемые 82810 и 82810-DC100), которые совместимы по выводам. Разница между двумя ними состоит в том, что в 82810-DC100 интегрирован кэш контроллера дисплея (который поддерживает четырёхмегабайтный 32-битный стомегагерцовый массив динамической памяти с произвольным доступом контроллера дисплея) для повышения производительности в 2D и 3D.
Оригинальный текст (англ.)There are two versions of the GMCH (i.e., 82810, 82810-DC100), which are pin compatible. The difference between the two versions is that the Intel® 82810-DC100 integrates a display cache DRAM controller that supports a 4-MB, 32-bit, 100-MHz DRAM array for enhanced 2D and 3D performance.
— Intel 810 Chipset Family. Programmer’s Reference Manual. November 1999 Revision 1.0

### i815: Solano
Состоит из:
- 82815 Processor to I/O Controller - 1130 и
- 82815 Processor to AGP Controller - 1131

- 82801BA I/O Controller Hub:
  - 82801BA LPC Interface Controller - 2440
  - 82801BA PCI Bridge - 244E
  - 82801BA Ultra ATA Storage Controller - 244B
  - 82801BA/BAM SMBus Controller - 2443
  - 82801BA/BAM USB Universal Host  Controller - 2442
  - 82801BA/BAM USB Universal Host Controller - 2444
  - 82801BA/BAM AC '97 Audio Controller - 2445

- 82801BAM I/O Controller Hub:
  - 82801BAM LPC Interface Controller - 244C
  - 82801BAM PCI Bridge - 2448
  - 82801BAM Ultra ATA Storage Controller - 244A
  - 82801BA/BAM SMBus Controller - 2443
  - 82801BA/BAM USB Universal Host Controller - 2442
  - 82801BA/BAM USB Universal Host Controller - 2444
  - 82801BA/BAM AC '97 Audio Controller - 2445

Модификации:
- i815P
- i815E
- i815EP: Неофициально реализована поддержка двухпроцессорной конфигурации, единственная существующая двухпроцессорная плата на этом чипсете — Acorp 6A815EPD
- i815ET
- i815EPT
- i815G
- i815EG
- i830P: Almador (мобильный вариант i815P)
- i830G (мобильный вариант i815)

### i820: Camino (i440JX)
Состоит из:
- 82820 Processor to I/O Controller и
- 82820 Processor to AGP Controller

Модификации:
- i820E

### i830MP
Состоит из:
- 82830 Processor to I/O Controller - 3575 
  - 82830 Processor to AGP Controller - 3576
  - 82830 Processor to I/O Controller - 3578

- 82801CAM I/O Controller Hub:
  - 82801CAM PCI Bridge - 2448
  - 82801CAM LPC Interface Controller - 248C
  - 82801CAM Ultra ATA Storage Controller - 248A
  - 82801CA/CAM SMBus Controller - 2483
  - 82801CA/CAM USB Universal Host Controller - 2482
  - 82801CA/CAM USB Universal Host Controller - 2484
  - 82801CA/CAM USB Universal Host Controller - 2487
  - 82801CA/CAM AC '97 Audio Controller - 2485

### i840: Carmel
| Компонент                                 | Корпус                    |
| ----------------------------------------- | ------------------------- |
| 82840 Memory Controller Hub (MCH)         | 544 Ball Grid Array (BGA) |
| 82803 Memory Repeater Hub - RDRAM (MRH-R) | 324 Ball Grid Array (BGA) |
| 82806 64-bit PCI Controller (P64H)        | 241 Ball Grid Array (BGA) |
| 82801 Integrated Controller Hub (ICH)     | 241 Ball Grid Array (BGA) |

| 82840 Processor to I/O Controller             | - 82840 Processor to AGP Controller - 82840 PCI Bridge |
| 82806AA PCI 64-bit Hub:                       | - 82806AA Advanced Programmable Interrupt Controller - 82806AA PCI Bridge - 82806AA Controller (reserved) |
| 82801AA I/O Controller Hub (ICH)              | - 82801AA LPC Interface Controller - 82801AA Ultra ATA Controller - 82801AA USB Universal Host Controller - 82801AA SMBus Controller - 82801AA PCI Bridge                                                                       |
| 82801AB I/O Controller Hub (ICH0):            | - 82801AB LPC Interface Controller - 82801AB Ultra ATA Controller - 82801AB USB Universal Host Controller - 82801AB SMBus Controller - 82801AB PCI Bridge                                                                       |
| 82371AB PCI to ISA/IDE Xcelerator (PIIX4):    | - 82371AB PCI to ISA bridge (EIO mode) - 82371AB PCI to ISA bridge (ISA mode) - 82371AB Power Management Controller - 82371AB/EB/MB PCI Bus Master IDE Controller - 82371AB/EB/MB PCI to USB Universal Host Controller          |
| 82371EB/MB PCI to ISA/IDE Xcelerator (PIIX4): | - 82371EB/MB PCI to ISA bridge (EIO mode) - 82371EB/MB PCI to ISA bridge (ISA mode) - 82371EB/MB Power Management Controller - 82371AB/EB/MB PCI Bus Master IDE Controller - 82371AB/EB/MB PCI to USB Universal Host Controller |
| 82371SB PCI to ISA/IDE Xcelerator (PIIX3):    | - 82371SB PCI to ISA bridge - 82371SB PCI Bus Master IDE Controller - 82371SB PCI to USB Universal Host Controller |

## Чипсеты поколения P4

### i845: Brookdale
Модификации:
- i845B : Brookdale-E
- i845MP
- i845MZ

#### 845 без интегрированной графики
|                                                    | 845                            | 845E                                   | 845PE                                  |
| -------------------------------------------------- | ------------------------------ | -------------------------------------- | -------------------------------------- |
| Сегмент рынка                                      | Value PC                       | Value PC                               | Value PC                               |
| Рекомендуемый процессор                            | Intel Pentium 4 или Celeron    | Intel Pentium 4, Celeron или Celeron D | Intel Pentium 4, Celeron или Celeron D |
| Hyper-Threading                                    | Нет                            | Да (Supports HT Technology)            | Да (Supports HT Technology)            |
| Частота процессорной шины, МГц                     | 400                            | 533/400                                | 533/400                                |
| Конструктив разъёма процессора                     | mPGA478                        | mPGA478                                | mPGA478                                |
| Количество процессоров                             | Один                           | Один                                   | Один                                   |
| Хаб контроллера памяти, средствами                 | чипсета                        | чипсета                                | чипсета                                |
| Хаб контроллера памяти, тип                        | 82845 MCH                      | 82845E MCH                             | 82845PE MCH                            |
| Хаб контроллера памяти: к-во выводов, корпус       | 593, FC-BGA                    | 593, FC-BGA                            | 760, FC-BGA                            |
| Поддержка ОЗУ, средствами                          | чипсета                        | чипсета                                | чипсета                                |
| Модули памяти                                      | 2 DDR или 3 SDR DIMM           | 2 DDR DIMM                             | 2 DDR DIMM                             |
| Тип памяти                                         | DDR SDRAM 266/200, PC133 SDRAM | DDR SDRAM 266/200                      | DDR SDRAM 333/266                      |
| Частота FSB/ОЗУ, МГц                               | 400/266, 400/200, 400/133      | 533/266, 533/200, 400/266, 400/200     | 533/333, 533/266, 400/266              |
| Макс. объём ОЗУ, ГБ                                | 2 DDR, 3 SDR                   | 2                                      | 2                                      |
| Скорость обмена с ОЗУ, Мбит/с                      | 512/256/128                    | 512/256/128                            | 512/256/128                            |
| Исправление ошибок                                 | ECC/Non-ECC                    | ECC/Non-ECC                            | Non-ECC                                |
| Поддержка отдельной видеокарты, средствами         | чипсета                        | чипсета                                | чипсета                                |
| Интерфейс отдельной видеоплаты                     | AGP 4X (1,5 вольта)            | AGP 4X (1,5 вольта)                    | AGP 4X (1,5 вольта)                    |
| INTEGRATED GRAPHICS (IG), средствами               | чипсета                        | чипсета                                | чипсета                                |
| Тип IG                                             | Нет                            | Нет                                    | Нет                                    |
| Частота ядра IG, МГц                               | Нет                            | Нет                                    | Нет                                    |
| Динамическая общая с ОЗУ видеопамять, макс.        | Нет                            | Нет                                    | Нет                                    |
| Zone Rendering                                     | Нет                            | Нет                                    | Нет                                    |
| Интерфейс для подключения дисплея                  | Нет                            | Нет                                    | Нет                                    |
| Хаб контроллера ввода-вывода, средствами           | чипсета                        | чипсета                                | чипсета                                |
| Хаб контроллера ввода-вывода: тип                  | ICH2                           | ICH4                                   | ICH4                                   |
| Хаб контроллера ввода-вывода: к-во выводов, корпус | 360, EBGA                      | 421, mBGA                              | 421, mBGA                              |
| Ведущих устройств на шине PCI                      | 6                              | 6                                      | 6                                      |
| Поддержка шины PCI                                 | Спецификация 2.2               | Спецификация 2.2                       | Спецификация 2.2                       |
| IDE                                                | PATA/100 IAA                   | PATA/100 IAA                           | PATA/100 IAA                           |
| Дополнительные технологии для накопителей          | Нет                            | Нет                                    | Нет                                    |
| Средства шины USB                                  | 4 порта, USB версии 1.1        | 6 портов, USB версии 2.0               | 6 портов, USB версии 2.0               |
| LAN MAC/PNA                                        | Да                             | Да                                     | Да                                     |
| GbE                                                | Нет                            | Нет                                    | Нет                                    |
| AC'97                                              | Enhanced 20-bit Audio          | Enhanced 20-bit Audio                  | Enhanced 20-bit Audio                  |
| I/O Management                                     | SMBus 2.0 / GPIO               | SMBus 2.0 / GPIO                       | SMBus 2.0 / GPIO                       |

#### 845 с интегрированной графикой
|                                                    | 845G                                            | 845GE                                            | 845GV                                                | 845GL                                            |
| -------------------------------------------------- | ----------------------------------------------- | ------------------------------------------------ | ---------------------------------------------------- | ------------------------------------------------ |
| Сегмент рынка                                      | Value PC                                        | Value PC                                         | Value PC                                             | Value PC                                         |
| Рекомендуемый процессор                            | Intel Pentium 4, Celeron или Celeron D          | Intel Pentium 4, Celeron или Celeron D           | Intel Pentium 4, Celeron или Celeron D               | Intel Pentium 4 или Celeron                      |
| Hyper-Threading                                    | Да (Supports HT Technology)                     | Да (Supports HT Technology)                      | Да (Supports HT Technology)                          | Нет                                              |
| Частота процессорной шины, МГц                     | 533/400                                         | 533/400                                          | 533/400                                              | 400                                              |
| Конструктив разъёма процессора                     | mPGA478                                         | mPGA478                                          | mPGA478                                              | mPGA478                                          |
| Количество процессоров                             | Один                                            | Один                                             | Один                                                 | Один                                             |
| Хаб контроллера памяти, средствами                 | чипсета                                         | чипсета                                          | чипсета                                              | чипсета                                          |
| Хаб контроллера памяти, тип                        | 82845G GMCH                                     | 82845GE GMCH                                     | 82845GV GMCH                                         | 82845GL GMCH                                     |
| Хаб контроллера памяти: к-во выводов, корпус       | 760, FC-BGA                                     | 760, FC-BGA                                      | 760, FC-BGA                                          | 760, FC-BGA                                      |
| Поддержка ОЗУ, средствами                          | чипсета                                         | чипсета                                          | чипсета                                              | чипсета                                          |
| Модули памяти                                      | 2 DDR или 2 SDR DIMM                            | 2 DDR DIMM                                       | 2 DDR или 2 SDR DIMM                                 | 2 DDR или 2 SDR DIMM                             |
| Тип памяти                                         | DDR SDRAM 266/200, PC133 SDRAM                  | DDR SDRAM 333/266                                | DDR SDRAM 333/266/200, PC133 SDRAM двухканальная     | DDR SDRAM 266/200, PC133 SDRAM                   |
| Частота FSB/ОЗУ, МГц                               | 533/333, 533/266, 400/266                       | 533/333, 533/266, 400/266                        | 533/333, 533/266, 533/200, 400/266, 400/200, 400/133 | 400/266, 400/200, 400/133                        |
| Макс. объём ОЗУ, ГБ                                | 2                                               | 2                                                | 2                                                    | 2                                                |
| Скорость обмена с ОЗУ, Мбит/с                      | 512/256/128                                     | 512/256/128                                      | 512/256/128                                          | 512/256/128                                      |
| Исправление ошибок                                 | Non-ECC                                         | Non-ECC                                          | Non-ECC                                              | Non-ECC                                          |
| Поддержка отдельной видеокарты, средствами         | чипсета                                         | чипсета                                          | чипсета                                              | чипсета                                          |
| Интерфейс отдельной видеоплаты                     | AGP4X (1,5 вольта)                              | AGP4X (1,5 вольта)                               | Нет                                                  | Нет                                              |
| INTEGRATED GRAPHICS (IG), средствами               | чипсета                                         | чипсета                                          | чипсета                                              | чипсета                                          |
| Тип IG                                             | Intel Extreme Graphics                          | Intel Extreme Graphics                           | Intel Extreme Graphics                               | Intel Extreme Graphics                           |
| Частота ядра IG, МГц                               | 266                                             | 266                                              | 266                                                  | 266                                              |
| Динамическая общая с ОЗУ видеопамять, макс.        | Dynamic Video Memory Technology (DVMT) 3.0      | 96 МБ если ОЗУ >128 МБ, 32 МБ если ОЗУ <= 128 МБ | 96 МБ если ОЗУ >128 МБ, 32 МБ если ОЗУ <= 128 МБ     | 96 МБ если ОЗУ >128 МБ, 32 МБ если ОЗУ <= 128 МБ |
| Zone Rendering                                     | Да                                              | Да                                               | Да                                                   | Да                                               |
| Интерфейс для подключения дисплея                  | 350 МГц ЦАП 2x12 бит DVO                        | 350 МГц ЦАП 2x12 бит DVO                         | 350 МГц ЦАП 2x12 бит DVO                             | 350 МГц ЦАП 2x12 бит DVO                         |
| Хаб контроллера ввода-вывода, средствами           | чипсета                                         | чипсета                                          | чипсета                                              | чипсета                                          |
| Хаб контроллера ввода-вывода: тип                  | ICH6 / ICH6R                                    | ICH4                                             | ICH4                                                 | ICH4                                             |
| Хаб контроллера ввода-вывода: к-во выводов, корпус | 421, mBGA                                       | 421, mBGA                                        | 421, mBGA                                            | 421, mBGA                                        |
| Ведущих на шине PCI                                | 6                                               | 6                                                | 6                                                    | 6                                                |
| Поддержка шины PCI                                 | Спецификация 2.2                                | Спецификация 2.2                                 | Спецификация 2.2                                     | Спецификация 2.2                                 |
| IDE                                                | PATA/100 IAA                                    | PATA/100 IAA                                     | PATA/100 IAA                                         | PATA/100 IAA                                     |
| Дополнительные технологии для накопителей          | Нет                                             | Нет                                              | Нет                                                  | Нет                                              |
| Средства шины USB                                  | 6 портов, USB версии 2.0                        | 6 портов, USB версии 2.0                         | 6 портов, USB версии 2.0                             | 6 портов, USB версии 2.0                         |
| LAN MAC/PNA                                        | Да                                              | Да                                               | Да                                                   | Да                                               |
| GbE                                                | Нет                                             | Нет                                              | Нет                                                  | Нет                                              |
| AC'97                                              | Intel High Definition Audio, AC'97/20-bit audio | Enhanced 20-bit Audio                            | Enhanced 20-bit Audio                                | Enhanced 20-bit Audio                            |
| I/O Management                                     | SMBus 2.0 / GPIO                                | SMBus 2.0 / GPIO                                 | SMBus 2.0 / GPIO                                     | SMBus 2.0 / GPIO                                 |

### i848: Springdale Light
Представляет из себя одноканальную версию 865PE.
|                                                    | 848P                                                 |
| -------------------------------------------------- | ---------------------------------------------------- |
| Сегмент рынка                                      | Value PC                                             |
| Рекомендуемый процессор                            | Intel Pentium 4, Celeron или Celeron D               |
| Hyper-Threading                                    | Да (Supports HT Technology)                          |
| Частота процессорной шины, МГц                     | 800/533/400                                          |
| Конструктив разъёма процессора                     | mPGA478                                              |
| Количество процессоров                             | Один                                                 |
| Хаб контроллера памяти, средствами                 | 848P чипсета                                         |
| Хаб контроллера памяти, тип                        | 82848P MCH                                           |
| Хаб контроллера памяти: к-во выводов, корпус       | 932, FC-BGA                                          |
| Поддержка ОЗУ, средствами                          | 848P чипсета                                         |
| Модули памяти                                      | 2 DIMM                                               |
| Тип памяти                                         | DDR SDRAM 400/333/266                                |
| Частота FSB/ОЗУ, МГц                               | 800/400, 800/333, 533/333, 533/266, 400/333, 400/266 |
| Макс. объём ОЗУ, ГБ                                | 2                                                    |
| Скорость обмена с ОЗУ, Мбит/с                      | 512/256/128                                          |
| Исправление ошибок                                 | Non-ECC                                              |
| Поддержка отдельной видеокарты, средствами         | 848P чипсета                                         |
| Интерфейс отдельной видеоплаты                     | AGP8X (1,5 Вольта)                                   |
| INTEGRATED GRAPHICS (IG)                           | Нет                                                  |
| Тип IG                                             | Нет                                                  |
| Частота ядра IG, МГц                               | Нет                                                  |
| Динамическая общая с ОЗУ видеопамять, макс.        | Нет                                                  |
| Zone Rendering                                     | Нет                                                  |
| Интерфейс для подключения дисплея                  | Нет                                                  |
| Хаб контроллера ввода-вывода, средствами           | 848P чипсета                                         |
| Хаб контроллера ввода-вывода: тип                  | ICH5 / ICH5R                                         |
| Хаб контроллера ввода-вывода: к-во выводов, корпус | 460, mBGA                                            |
| Ведущих на шине PCI                                | 6                                                    |
| Поддержка шины PCI                                 | Спецификация 2.2                                     |
| IDE                                                | PATA/100 IAA                                         |
| Дополнительные технологии для накопителей          | Нет                                                  |
| Средства шины USB                                  | 8 портов, USB версии 2.0                             |
| LAN MAC/PNA                                        | Да                                                   |
| GbE                                                | Нет                                                  |
| AC'97                                              | Enhanced 20-bit Audio                                |
| I/O Management                                     | SMBus 2.0 / GPIO                                     |

### i850: Tehama
Состоит из:
- 82850 Processor to I/O Controller - 2530
- 82850/82860 Processor to AGP Controller - 2532

Самый первый набор логики для новейших на тот момент процессоров Pentium 4, выпущенный одновременно с процессором 20 октября 2000 года. Чипсет поддерживает 400МГц FSB шину, обеспечивает поддержку 4 RIMM разъемов и поддерживает до 2 Гб PC600/800 памяти Rambus RDRAM, а также AGP 4x. Микросхема ICH2 давало стандартный набор технологий: 4 USB порта, ATA-100 и т.д. Обладал высокой скоростью работы вследствие общей сбалансированности архитектуры и высокой пропускной способности памяти.

### i850E: Tehama-E
Модернизированная версия чипсета i850 с поддержкой шины 533МГц выпущенная в мае 2002 года, одновременно с выходом процессоров Pentium 4 с поддержкой этой шины. Неофициально чипсет поддерживал корректную работу с памятью стандарта RDRAM PC1066 при использовании новых процессоров с частотой FSB 4x133 МГц. Микросхема ICH2 в i850E та же что и в i850. Последний чипсет под память типа RDRAM компании Rambus, в дальнейшем Intel сосредоточилась на разработке чипсетов с поддержкой памяти стандарта DDR SDRAM. Производитель Intel планировал выпустить еще одного наследника i850 с кодовым именем Tulloch, который бы официально поддерживал скоростную память PC1066 RDRAM (вместо PC800), но в силу малого спроса из дороговизны памяти RDRAM был вынужден отказаться от своих планов и разрабатывать дальнейшие чипсеты с поддержкой только SDRAM и DDR SDRAM.

### i860: Colusa/Wombat
Состоит из:
- 82860 Processor to I/O Controller - 2531
- 82850/82860 Processor to AGP Controller - 2532
- 82860 PCI Bridge - 2533
- 82860 Controller (reserved) - 2537

### i865: Springdale
|                                                    | 865P                                   | 865PE                                       | 865G                                             | 865GV                                            |
| -------------------------------------------------- | -------------------------------------- | ------------------------------------------- | ------------------------------------------------ | ------------------------------------------------ |
| Сегмент рынка                                      | Mainstream PC                          | Mainstream PC                               | Mainstream PC                                    | Mainstream PC                                    |
| Рекомендуемый процессор                            | Intel Pentium 4, Celeron или Celeron D | Intel Pentium 4, Celeron или Celeron D      | Intel Pentium 4, Celeron или Celeron D           | Intel Pentium 4, Celeron или Celeron D           |
| Hyper-Threading                                    | Да (Supports HT Technology)            | Да (Optimized for HT Technology)            | Да (Optimized for HT Technology)                 | Да (Optimized for HT Technology)                 |
| Частота процессорной шины, МГц                     | 533/400                                | 800/533/400                                 | 800/533/400                                      | 800/533/400                                      |
| Конструктив разъёма процессора                     | mPGA478                                | mPGA478                                     | mPGA478                                          | mPGA478                                          |
| Количество процессоров                             | Один                                   | Один                                        | Один                                             | Один                                             |
| Хаб контроллера памяти, средствами                 | чипсета                                | чипсета                                     | чипсета                                          | чипсета                                          |
| Хаб контроллера памяти, тип                        | 82865P MCH                             | 82865PE MCH                                 | 82865G GMCH                                      | 82865GV GMCH                                     |
| Хаб контроллера памяти: к-во выводов, корпус       | 932, FC-BGA                            | 932, FC-BGA                                 | 932, FC-BGA                                      | 932, FC-BGA                                      |
| Поддержка ОЗУ, средствами                          | чипсета                                | чипсета                                     | чипсета                                          | чипсета                                          |
| Модули памяти                                      | 2 DIMM/2 канала                        | 2 DIMM/2 канала                             | 2 DIMM/2 канала                                  | 2 DIMM/2 канала                                  |
| Тип памяти                                         | DDR SDRAM 333/266 двухканальная        | DDR SDRAM 400/333/266                       | DDR SDRAM 400/333/266 двухканальная              | DDR 400/333/266                                  |
| Частота FSB/ОЗУ, МГц                               | 533/333, 533/266, 400/266              | 800/400, 800/333, 533/333, 533/266, 400/266 | 800/400, 800/333, 533/333, 533/266, 400/266      | 800/400, 800/333, 533/333, 533/266, 400/266      |
| Макс. объём ОЗУ, ГБ                                | 4                                      | 4                                           | 4                                                | 4                                                |
| Скорость обмена с ОЗУ, Мбит/с                      | 512/256/128                            | 512/256/128                                 | 512/256/128                                      | 512/256/128                                      |
| Исправление ошибок                                 | Non-ECC                                | Non-ECC                                     | Non-ECC                                          | Non-ECC                                          |
| Поддержка отдельной видеокарты, средствами         | чипсета                                | чипсета                                     | чипсета                                          | чипсета                                          |
| Интерфейс отдельной видеоплаты                     | AGP8X (1,5 вольта)                     | AGP8X (1,5 вольта)                          | AGP8X (1,5 вольта)                               | Нет                                              |
| INTEGRATED GRAPHICS (IG), средствами               | чипсета                                | чипсета                                     | чипсета                                          | чипсета                                          |
| Тип IG                                             | Нет                                    | Нет                                         | Intel Extreme Graphics 2                         | Intel Extreme Graphics 2                         |
| Частота ядра IG, МГц                               | Нет                                    | Нет                                         | 266                                              | 266                                              |
| Динамическая общая с ОЗУ видеопамять, макс.        | Нет                                    | Нет                                         | 96 МБ если ОЗУ >128 МБ, 32 МБ если ОЗУ <= 128 МБ | 96 МБ если ОЗУ >128 МБ, 32 МБ если ОЗУ <= 128 МБ |
| Zone Rendering                                     | Нет                                    | Нет                                         | Да                                               | Да                                               |
| Интерфейс для подключения дисплея                  | Нет                                    | Нет                                         | 350 МГц ЦАП 2x12 бит DVO                         | 350 МГц ЦАП 2x12 бит DVO                         |
| Хаб контроллера ввода-вывода, средствами           | чипсета                                | чипсета                                     | чипсета                                          | чипсета                                          |
| Хаб контроллера ввода-вывода: тип                  | ICH5 / ICH5R                           | ICH5 / ICH5R                                | ICH5 / ICH5R                                     | ICH5 / ICH5R                                     |
| Хаб контроллера ввода-вывода: к-во выводов, корпус | 460, mBGA                              | 460, mBGA                                   | 460, mBGA                                        | 460, mBGA                                        |
| Ведущих устройств на шине PCI                      | 6                                      | 6                                           | 6                                                | 6                                                |
| Поддержка шины PCI                                 | Спецификация 2.3                       | Спецификация 2.3                            | Спецификация 2.3                                 | Спецификация 2.3                                 |
| IDE                                                | SATA 150/2                             | SATA 150/2                                  | SATA 150/2                                       | SATA 150/2                                       |
| Дополнительные технологии для накопителей          | RAID средствами ICH5R                  | RAID средствами ICH5R                       | RAID средствами ICH5R                            | RAID средствами ICH5R                            |
| Средства шины USB                                  | 8 портов, USB версии 2.0               | 8 портов, USB версии 2.0                    | 8 портов, USB версии 2.0                         | 8 портов, USB версии 2.0                         |
| LAN MAC/PNA                                        | Да                                     | Да                                          | Да                                               | Да                                               |
| GbE                                                | Да                                     | Да                                          | Да                                               | Да                                               |
| AC'97                                              | AC'97/20-bit audio                     | AC'97/20-bit audio                          | AC'97/20-bit audio                               | AC'97/20-bit audio                               |
| I/O Management                                     | SMBus 2.0 / GPIO                       | SMBus 2.0 / GPIO                            | SMBus 2.0 / GPIO                                 | SMBus 2.0 / GPIO                                 |

### i865PE: Springdale
Хотя официально данный чипсет не поддерживал процессоры Intel Core, компания ASRock производила на нём материнские платы ,ASRock ConRoe865PE, с поддержкой процессоров Core 2 Duo (Conroe), Core 2 Quad (Kentsfield) и Core 2 Extreme (Conroe XE и Kentsfield).

### i875P: Canterwood
Чипсет i875P разрабатывался с прицелом на серверы и рабочие станции как замена Granite Bay (E7205). Отличительной особенностью являются поддержка процессорной шины 800/533 МГц и отдельной сетевой шины CSA (Communication Streaming Architecture) с увеличенной пропускной способностью до 266 Мбайт/с для сетевых контроллеров Gigabit Ethernet. Чипсет i875P перераспределяет нагрузку подключаемых устройств (накопители, PCI, USB и т.д.), таким образом производитель поставил под приоритет скорость сетевой коммуникации.

### Суммарно
- 845 (Brookdale)

две различные версии 845 MCH для SDR и 845 MCH для DDR
- 875P (Canterwood)

Подобно E7205, но добавлена поддержка для 800 МГц шины, DDR на 400 МГц, Intel Communication Streaming Architecture (CSA), Serial ATA (с RAID в некоторых конфигурациях) и Performance acceleration technology (PAT), режим предназначенный для сокращения латентности памяти.
Возможность SMP существует только в материнских платах построенных на Xeon (socket 604) использующих 875P чипсет. FSB этих плат рассчитан на частоту 533 МГц.
- 865PE (Springdale)

875P без PAT, с возможностью включения PAT в некоторых ранних ревизиях. Также отсутствует поддержка ECC памяти.
Модификации:
- 865P - То же, что и 865PE, но поддерживается только частота 400/533 МГц шины процессора и 333 МГц шины памяти.
- 848P - версия 865PE с одноканальным контроллером памяти.

- 865G (Springdale-G)

865PE с интегрированной графикой Intel Extreme Graphics 2. Ни в какой ревизии нет поддержки PAT.
Модификации:
- 865GV - 865G без разъёма AGP.

| HOST                                        | Intel 845 Chipset           | Intel 845E Chipset                     | Intel 845G Chipset                              | Intel 845GL Chipset                              | Intel 845GE Chipset                              | Intel 845PE Chipset                    | Intel 845GV Chipset                                  | Intel 865G Chipset                               | Intel 865P Chipset                     | Intel 865PE Chipset                         | Intel 848P Chipset                                   | Intel 865GV Chipset                              |
| Сегмент рынка                               | Value PC                    | Value PC                               | Value PC                                        | Value PC                                         | Value PC                                         | Value PC                               | Value PC                                             | Mainstream PC                                    | Mainstream PC                          | Mainstream PC                               | Value PC                                             | Mainstream PC                                    |
| Рекомендуемый процессор                     | Intel Pentium 4 или Celeron | Intel Pentium 4, Celeron или Celeron D | Intel Pentium 4, Celeron или Celeron D          | Intel Pentium 4 или Celeron                      | Intel Pentium 4, Celeron или Celeron D           | Intel Pentium 4, Celeron или Celeron D | Intel Pentium 4, Celeron или Celeron D               | Intel Pentium 4, Celeron или Celeron D           | Intel Pentium 4, Celeron или Celeron D | Intel Pentium 4, Celeron или Celeron D      | Intel Pentium 4, Celeron или Celeron D               | Intel Pentium 4, Celeron или Celeron D           |
| Hyper-Threading Technology                  | Нет                         | Да (Supports HT Technology)            | Да (Supports HT Technology)                     | Нет                                              | Да (Supports HT Technology)                      | Да (Supports HT Technology)            | Да (Supports HT Technology)                          | Да (Optimized for HT Technology)                 | Да (Supports HT Technology)            | Да (Optimized for HT Technology)            | Да (Supports HT Technology)                          | Да (Optimized for HT Technology)                 |
| Частота процессорной шины, МГц              | 400                         | 533/400                                | 533/400                                         | 400                                              | 533/400                                          | 533/400                                | 533/400                                              | 800/533/400                                      | 533/400                                | 800/533/400                                 | 800/533/400                                          | 800/533/400                                      |
| Конструктив разъёма процессора              | mPGA478                     | mPGA478                                | mPGA478                                         | mPGA478                                          | mPGA478                                          | mPGA478                                | mPGA478                                              | mPGA478                                          | mPGA478                                | mPGA478                                     | mPGA478                                              | mPGA478                                          |
| Количество процессоров                      | Один                        | Один                                   | Один                                            | Один                                             | Один                                             | Один                                   | Один                                                 | Один                                             | Один                                   | Один                                        | Один                                                 | Один                                             |
| Хаб-контроллер памяти, средствами           | 845 чипсета                 | 845E чипсета                           | 845G чипсета                                    | 845GL чипсета                                    | 845GE чипсета                                    | 845PE чипсета                          | 845GV чипсета                                        | 865G чипсета                                     | 865P чипсета                           | 865PE чипсета                               | 848P чипсета                                         | 865GV чипсета                                    |
| Хаб-контроллер памяти, тип                  | 82845 MCH                   | 82845E MCH                             | 82845G GMCH                                     | 82845GL GMCH                                     | 82845GE GMCH                                     | 82845PE MCH                            | 82845GV GMCH                                         | 82865G GMCH                                      | 82865P MCH                             | 82865PE MCH                                 | 82848P MCH                                           | 82865GV GMCH                                     |
| Хаб-контроллер памяти: к-во выводов, корпус | 593, FC-BGA                 | 593, FC-BGA                            | 760, FC-BGA                                     | 760, FC-BGA                                      | 760, FC-BGA                                      | 760, FC-BGA                            | 760, FC-BGA                                          | 932, FC-BGA                                      | 932, FC-BGA                            | 932, FC-BGA                                 | 932, FC-BGA                                          | 932, FC-BGA                                      |
| Поддержка ОЗУ, средствами                   | 845 чипсета                 | 845E чипсета                           | 845G чипсета                                    | 845GL чипсета                                    | 845GE чипсета                                    | 845PE чипсета                          | 845GV чипсета                                        | 865G чипсета                                     | 865P чипсета                           | 865PE чипсета                               | 848P чипсета                                         | 865GV чипсета                                    |
| Модули памяти                               | 2 DDR или 3 SDR DIMM        | 2 DDR DIMM                             | 2 DDR или 2 SDR DIMM                            | 2 DDR или 2 SDR DIMM                             | 2 DDR DIMM                                       | 2 DDR DIMM                             | 2 DDR или 2 SDR DIMM                                 | 2 DIMM/2 канала                                  | 2 DIMM/2 канала                        | 2 DIMM/2 канала                             | 2 DIMM / 1 канал                                     | 2 DIMM/2 канала                                  |
| Тип памяти                                  | DDR 266/200, PC133 SDRAM    | DDR 266/200                            | DDR 266/200, PC133 SDRAM                        | DDR 266/200, PC133 SDRAM                         | DDR 333/266                                      | DDR 333/266                            | DDR 333/266/200, PC133 SDRAM двухканальная           | DDR 400/333/266 двухканальная                    | DDR 333/266 двухканальная              | DDR 400/333/266                             | DDR 400/333/266                                      | DDR 400/333/266                                  |
| Частота FSB/ОЗУ, МГц                        | 400/266, 400/200, 400/133   | 533/266, 533/200, 400/266, 400/200     | 533/333, 533/266, 400/266                       | 400/266, 400/200, 400/133                        | 533/333, 533/266, 400/266                        | 533/333, 533/266, 400/266              | 533/333, 533/266, 533/200, 400/266, 400/200, 400/133 | 800/400, 800/333, 533/333, 533/266, 400/266      | 533/333, 533/266, 400/266, 400/133     | 800/400, 800/333, 533/333, 533/266, 400/266 | 800/400, 800/333, 533/333, 533/266, 400/333, 400/266 | 800/400, 800/333, 533/333, 533/266, 400/266      |
| Макс. объём ОЗУ, ГБ                         | 2 DDR, 3 SDR                | 2                                      | 2                                               | 2                                                | 2                                                | 2                                      | 2                                                    | 4                                                | 4                                      | 4                                           | 2                                                    | 4                                                |
| Скорость обмена с ОЗУ, Мбит/с               | 512/256/128                 | 512/256/128                            | 512/256/128                                     | 512/256/128                                      | 512/256/128                                      | 512/256/128                            | 512/256/128                                          | 512/256/128                                      | 512/256/128                            | 512/256/128                                 | 512/256/128                                          | 512/256/128                                      |
| Исправление ошибок                          | ECC/Non-ECC                 | ECC/Non-ECC                            | Non-ECC                                         | Non-ECC                                          | Non-ECC                                          | Non-ECC                                | Non-ECC                                              | Non-ECC                                          | Non-ECC                                | Non-ECC                                     | Non-ECC                                              | Non-ECC                                          |
| Поддержка отдельной видеокарты, средствами  | 845 чипсета                 | 845E чипсета                           | 845G чипсета                                    | 845GL чипсета                                    | 845GE чипсета                                    | 845PE чипсета                          | 845GV чипсета                                        | 865G чипсета                                     | 865P чипсета                           | 865PE чипсета                               | 848P чипсета                                         | 865GV чипсета                                    |
| Интерфейс отдельной видеоплаты              | AGP4X (1,5 Вольта)          | AGP4X (1,5 Вольта)                     | AGP4X (1,5 Вольта)                              | Нет                                              | AGP4X (1,5 Вольта)                               | AGP4X (1,5 Вольта)                     | Нет                                                  | AGP8X (1,5 Вольта)                               | AGP8X (1,5 Вольта)                     | AGP8X (1,5 Вольта)                          | AGP8X (1,5 Вольта)                                   | Нет                                              |
| INTEGRATED GRAPHICS (IG), средствами        | Нет                         | Нет                                    | 845G чипсета                                    | 845GL чипсета                                    | 845GE чипсета                                    | Нет                                    | 845GV чипсета                                        | 865G чипсета                                     | Нет                                    | Нет                                         | Нет                                                  | 865GV чипсета                                    |
| Тип IG                                      | Нет                         | Нет                                    | Intel Extreme Graphics                          | Intel Extreme Graphics                           | Intel Extreme Graphics                           | Нет                                    | Intel Extreme Graphics                               | Intel Extreme Graphics 2                         | Нет                                    | Нет                                         | Нет                                                  | Intel Extreme Graphics 2                         |
| Частота ядра IG, МГц                        | Нет                         | Нет                                    | 266                                             | 266                                              | 266                                              | Нет                                    | 266                                                  | 266                                              | Нет                                    | Нет                                         | Нет                                                  | 266                                              |
| Динамическая общая с ОЗУ видеопамять, макс. | Нет                         | Нет                                    | Dynamic Video Memory Technology (DVMT) 3.0      | 96 МБ если ОЗУ >128 МБ, 32 МБ если ОЗУ <= 128 МБ | 96 МБ если ОЗУ >128 МБ, 32 МБ если ОЗУ <= 128 МБ | Нет                                    | 96 МБ если ОЗУ >128 МБ, 32 МБ если ОЗУ <= 128 МБ     | 96 МБ если ОЗУ >128 МБ, 32 МБ если ОЗУ <= 128 МБ | Нет                                    | Нет                                         | Нет                                                  | 96 МБ если ОЗУ >128 МБ, 32 МБ если ОЗУ <= 128 МБ |
| Zone Rendering                              | Нет                         | Нет                                    | Да                                              | Да                                               | Да                                               | Нет                                    | Да                                                   | Да                                               | Нет                                    | Нет                                         | Нет                                                  | Да                                               |
| Интерфейс для подключения дисплея           | Нет                         | Нет                                    | 350 МГц ЦАП 2x12 бит DVO                        | 350 МГц ЦАП 2x12 бит DVO                         | 350 МГц ЦАП 2x12 бит DVO                         | Нет                                    | 350 МГц ЦАП 2x12 бит DVO                             | 350 МГц ЦАП 2x12 бит DVO                         | Нет                                    | Нет                                         | Нет                                                  | 350 МГц ЦАП 2x12 бит DVO                         |
| I/O CONTROLLER HUB, средствами              | 845 чипсета                 | 845E чипсета                           | 845G чипсета                                    | 845GL чипсета                                    | 845GE чипсета                                    | 845PE чипсета                          | 845GV чипсета                                        | 865G чипсета                                     | 865P чипсета                           | 865PE чипсета                               | 848P чипсета                                         | 865GV чипсета                                    |
| I/O CONTROLLER HUB: тип                     | ICH2                        | ICH4                                   | ICH6 Family: ICH6, ICH6R                        | ICH4                                             | ICH4                                             | ICH4                                   | ICH4                                                 | ICH5 / ICH5R                                     | ICH5 / ICH5R                           | ICH5 / ICH5R                                | ICH5 / ICH5R                                         | ICH5 / ICH5R                                     |
| I/O CONTROLLER HUB: к-во выводов, корпус    | 360, EBGA                   | 421, mBGA                              | 421, mBGA                                       | 421, mBGA                                        | 421, mBGA                                        | 421, mBGA                              | 421, mBGA                                            | 460, mBGA                                        | 460, mBGA                              | 460, mBGA                                   | 460, mBGA                                            | 460, mBGA                                        |
| Ведущих на шине PCI                         | 6                           | 6                                      | 6                                               | 6                                                | 6                                                | 6                                      | 6                                                    | 6                                                | 6                                      | 6                                           | 6                                                    | 6                                                |
| Поддержка шины PCI                          | PCI 2.2                     | PCI 2.2                                | PCI 2.2                                         | PCI 2.2                                          | PCI 2.2                                          | PCI 2.2                                | PCI 2.2                                              | PCI 2.3                                          | PCI 2.3                                | PCI 2.3                                     | PCI 2.2                                              | PCI 2.3                                          |
| IDE                                         | PATA/100 IAA                | PATA/100 IAA                           | PATA/100 IAA                                    | PATA/100 IAA                                     | PATA/100 IAA                                     | PATA/100 IAA                           | PATA/100 IAA                                         | SATA 150/2                                       | SATA 150/2                             | SATA 150/2                                  | PATA/100 IAA                                         | SATA 150/2                                       |
| Дополнительные технологии для накопителей   | Нет                         | Нет                                    | Нет                                             | Нет                                              | Нет                                              | Нет                                    | Нет                                                  | RAID средствами ICH5R                            | RAID средствами ICH5R                  | RAID средствами ICH5R                       | Нет                                                  | RAID средствами ICH5R                            |
| Средства шины USB                           | 4 порта, USB версии 1.1     | 6 портов, USB версии 2.0               | 6 портов, USB версии 2.0                        | 6 портов, USB версии 2.0                         | 6 портов, USB версии 2.0                         | 6 портов, USB версии 2.0               | 6 портов, USB версии 2.0                             | 8 портов, USB версии 2.0                         | 8 портов, USB версии 2.0               | 8 портов, USB версии 2.0                    | 8 портов, USB версии 2.0                             | 8 портов, USB версии 2.0                         |
| LAN MAC/PNA                                 | Да                          | Да                                     | Да                                              | Да                                               | Да                                               | Да                                     | Да                                                   | Да                                               | Да                                     | Да                                          | Да                                                   | Да                                               |
| GbE                                         | Нет                         | Нет                                    | Нет                                             | Нет                                              | Нет                                              | Нет                                    | Нет                                                  | Да                                               | Да                                     | Да                                          | Нет                                                  | Да                                               |
| AC'97                                       | Enhanced 20-bit Audio       | Enhanced 20-bit Audio                  | Intel High Definition Audio, AC'97/20-bit audio | Enhanced 20-bit Audio                            | Enhanced 20-bit Audio                            | Enhanced 20-bit Audio                  | Enhanced 20-bit Audio                                | AC'97/20-bit audio                               | AC'97/20-bit audio                     | AC'97/20-bit audio                          | Enhanced 20-bit Audio                                | AC'97/20-bit audio                               |
| I/O Management                              | SMBus 2.0 / GPIO            | SMBus 2.0 / GPIO                       | SMBus 2.0 / GPIO                                | SMBus 2.0 / GPIO                                 | SMBus 2.0 / GPIO                                 | SMBus 2.0 / GPIO                       | SMBus 2.0 / GPIO                                     | SMBus 2.0 / GPIO                                 | SMBus 2.0 / GPIO                       | SMBus 2.0 / GPIO                            | SMBus 2.0 / GPIO                                     | SMBus 2.0 / GPIO                                 |

По состоянию на январь 2014 года продолжают выпускаться чипсеты:
- Intel 875P Chipset[15]
- Intel 865GV Chipset (embedded)[16]
- Intel 865G Chipset (embedded)[17]

## Чипсеты дляPentium M

### i852: Montara
- i852GM
- i852GME
- i852GMV
- i852PM

### i855
- i855GM: встроенная графика
- i855GME: Montara
- i855PM: Odem

## Чипсеты для серверов и рабочих станций
Чипсеты для серверных процессоров представляют собой переименованные и переработанные аналоги 800 серии.

### E7500/E7501: Plumas
- Представлен: февраль (E7500) и декабрь (E7501) 2002 года
- Поддерживаемые процессоры: Intel Xeon (Foster, Prestonia, Gallatin)
- Частота FSB: 400 МГц (533 для E7501)
- Поддерживает ОЗУ объёмом до 16 ГБ DDR SDRAM 200 МГц (266 для E7501)
- Периферийные мосты: до трех Intel P64H2 (шина HubLink 2.0) — 64-битный PCI/PCI-X контроллер слотов расширения
- Южный мост: Intel ICH3-S (шина HubLink 1.5)

### E7505: Placer
- Представлен: декабрь 2002 года.
- Поддерживаемые процессоры: Intel Xeon (Prestonia, Gallatin)
- Частота FSB: 400/533 МГц
- Поддерживает ОЗУ объёмом до 16 ГБ DDR SDRAM 200/266 МГц
- Поддержка AGP 3.0 8X
- Периферийные мосты: до трех Intel P64H2 (шина HubLink 2.0) — 64-битный PCI/PCI-X контроллер слотов расширения
- Южный мост: Intel ICH4 (шина HubLink 1.5)

### E7205: Granite Bay
- Представлен: декабрь 2002 года
- Поддерживаемые процессоры: Intel Celeron / Pentium 4 (Willamette, Northwood)
- Частота FSB: 400/533 МГц
- Поддерживает ОЗУ объёмом до 4 ГБ DDR SDRAM 200/266 МГц
- Поддержка AGP 3.0 8X
- Южный мост: Intel ICH4 (шина HubLink 1.5)

### E7210: Canterwood-ES
- Представлен: февраль 2004 года
- Поддерживаемые процессоры: Intel Celeron / Pentium 4 (Willamette, Northwood, Prescott) / Intel Pentium 4 Extreme Edition (Gallatin)
- Частота FSB: 400/533/800 МГц
- Поддерживает ОЗУ объёмом до 4 ГБ DDR SDRAM 266/333/400 МГц
- Поддержка сетевой шины CSA (Communication Streaming Architecture)
- Южный мост: Intel 6300ESB (шина HubLink 1.5)

От чипсета i875P он отличается отсутствием поддержки AGP 3.0 8x.

### E7525: Tumwater
- Представлен: июнь 2004 года
- Поддерживаемые процессоры: Intel Xeon (Nocona, Irwindale)
- Частота FSB: 800 МГц
- Поддерживает ОЗУ объёмом до 16 ГБ DDR SDRAM 333 МГц или 16 ГБ DDR2 SDRAM 400 МГц
- Поддержка одного PCI Express x16 1.0a и одного PCI Express x8 1.0a
- Южный мост: Intel ICH5R или Intel 6300ESB (шина HubLink 1.5)

### E7320/E7520: Lindenhurst
- Представлен: август 2004 года
- Поддерживаемые процессоры: Intel Xeon (Nocona, Irwindale, Paxville для E7520)
- Частота FSB: 800 МГц
- Поддерживает ОЗУ объёмом до 32 ГБ DDR SDRAM 266 МГц или 16 ГБ DDR SDRAM 333 МГц или 16 ГБ DDR2 SDRAM 400 МГц
- Поддержка до трёх PCI Express x8 1.0a
- Южный мост: Intel ICH5R или Intel 6300ESB (шина HubLink 1.5)

### E8500/E8501: Twin Castle
- Представлен: март 2005 года (E8500) и апрель 2006 года (E8501)
- Поддерживаемые процессоры: Intel Xeon (Nocona, Irwindale, Cranford, Potomac, Paxville, Tulsa)
- Частота FSB: 667 МГц (800 для E8501)
- Поддерживает ОЗУ объёмом до 64 ГБ DDR SDRAM 266 МГц или 32 ГБ DDR SDRAM 333 МГц или 32 ГБ DDR2 SDRAM 400 МГц
- Поддержка одного PCI Express x4 1.0a и до трёх PCI Express x8 1.0a
- Южный мост: Intel ICH5 (шина HubLink 1.5)

## Чипсеты дляItanium

### i870: Summit
Первый чипсет для 64-битных процессоров Itanium. Представлен в августе 2001 года. i870 поддерживает до 16 процессоров, оперативную память DDR и RDRAM. В этом наборе микросхем реализована поддержка технологий мультиперехода, динамического разделения и кэша исполняемых инструкций. Также чипсет поддерживает технологию Execution Trace Cache, в которой используется встроенный инструментарий непоследовательного исполнения инструкций. Позднее был переименован в E8870.

## Документация
- [www.digchip.com/datasheets/download_datasheet.php?id=93825&part-number=82810-DC100 Intel® 810 Chipset: Intel® 82810/82810-DC100 Graphics and Memory Controller Hub (GMCH) Datasheet]
- Intel® 810E Chipset: 82810E Graphics and Memory Controller Hub (GMCH) Datasheet
- Intel® 815 Chipset Family: 82815 Graphics and Memory Controller Hub (GMCH) Datasheet
- [www.digchip.com/datasheets/parts/datasheet/227/82815EP-pdf.php Intel® 815 Chipset Family: 82815P/82815EP Memory Controller Hub (MCH) Datasheet]
- [www.digchip.com/datasheets/download_datasheet.php?id=93539&part-number=815EM Intel® 815EM Chipset: 82815EM Graphics and Memory Controller Hub (GMCH2-M) Datasheet]
- [www.digchip.com/datasheets/download_datasheet.php?id=93664&part-number=820CHIPSETFamily Intel® 820 Chipset Family: 82820 MemoryController Hub (MCH) Datasheet]
- [www.digchip.com/datasheets/download_datasheet.php?id=93950&part-number=830 Intel® 830 Chipset Family: 82830 Graphics and Memory Controller Hub (GMCH-M) Datasheet]
- [www.digchip.com/datasheets/download_datasheet.php?id=2417704&part-number=82830MP Intel® 830MP Chipset: 82830MP Graphics and Memory Controller Hub (GMCH-M) Datasheet]
- [www.digchip.com/datasheets/download_datasheet.php?id=93841&part-number=82840 Intel® 840 Chipset: 82840 Memory Controller Hub (MCH) Datasheet]
- [www.digchip.com/datasheets/download_datasheet.php?id=94413&part-number=845E Intel® 845E Chipset Datasheet]
- [www.digchip.com/datasheets/download_datasheet.php?id=94414&part-number=845G Intel® 845G/845GL/845GV Chipset Datasheet]
- [www.digchip.com/datasheets/download_datasheet.php?id=2906956&part-number=845PE Intel® 845GE/845PE Chipset Datasheet]
- Intel® 845 Family Chipset-Mobile: 82845MP/82845MZ Chipset Memory Controller Hub Mobile (MCH-M) Datasheet
- Intel® 848P Chipset Datasheet
- [www.digchip.com/datasheets/download_datasheet.php?id=93847&part-number=82850 Intel® 850 Chipset Family: 82850/82850E Memory Controller Hub (MCH) Datasheet]
- [www.digchip.com/datasheets/download_datasheet.php?id=94484&part-number=852GM Intel® 852GM Chipset Graphics and Memory Controller Hub (GMCH) Datasheet]
- [www.digchip.com/datasheets/download_datasheet.php?id=94485&part-number=852GME Intel® 852GME Chipset GMCH and Intel® 852PM Chipset MCH Datasheet]
- Intel® 855GM/855GME Chipset Graphics and Memory Controller Hub (GMCH) Datasheet
- [www.digchip.com/datasheets/download_datasheet.php?id=94653&part-number=855PM Intel® 855PM Chipset Memory Controller Hub (MCH) Datasheet]
- [www.digchip.com/datasheets/download_datasheet.php?id=93851&part-number=82860 Intel® 860 Chipset: 82860 Memory Controller Hub (MCH) Datasheet]
- [www.digchip.com/datasheets/download_datasheet.php?id=93853&part-number=82865P Intel® 865PE/865P Chipset Datasheet]
- [www.digchip.com/datasheets/download_datasheet.php?id=1289572&part-number=82865GV Intel® 865G/865GV Chipset Datasheet]
- [www.digchip.com/datasheets/download_datasheet.php?id=94823&part-number=875P Intel® 875P Chipset Datasheet]
- [www.intel.my/content/dam/doc/datasheet/e7205-chipset-memory-controller-hub-datasheet.pdf Intel® E7205 Chipset Memory Controller Hub (MCH) Datasheet]
- Intel® E7500 Memory Controller Hub (MCH) Chipset Datasheet
- Intel® E7501 Chipset Memory Controller Hub (MCH) Datasheet
- Intel® E7505 Chipset Memory Controller Hub (MCH) Datasheet
- Intel® E7210 Memory Controller Hub (MCH) Chipset Datasheet
- Intel® E7320 Memory Controller Hub (MCH) Datasheet
- Intel® E7520 Memory Controller Hub (MCH) Datasheet
- Intel® E7525 Memory Controller Hub (MCH) Chipset Datasheet
- Intel® E8500 Chipset North Bridge (NB) Datasheet
- Intel® E8501 Chipset North Bridge (NB) Datasheet
- Intel® E8870 Scalable Node Controller (SNC) Datasheet
- [www.digchip.com/datasheets/download_datasheet.php?id=93821&part-number=82806AA Intel® 82806AA PCI 64 Hub (P64H) Datasheet]
- [www.digchip.com/datasheets/download_datasheet.php?id=93855&part-number=82870P2 Intel® 82870P2 PCI/PCI-X 64-bit Hub 2 (P64H2) Datasheet]